# Пусянь Ваньну
Пусянь Ваньну (кит.: 蒲鮮萬奴; д/н — 1233) — ван держави Східна Ся в 1213—1233 роках.

## Життєпис
Походження достеменно невідомо, можливо був тангутом. Перебував на військовій службі імперії Цзінь. 1206 року завдав поразки армії Південної Сун. 1211 року брав участь у битві біля Ехуліну, де цзіньська армія зазнала поразки від монголів.
1212 року його було відправлено проти повсталого на Ляодуні тисячника Єлюй Люґе, що 1212 року перейшов на бік монгольського володаря Чингисхана. Втім 1213 року Пусянь Ваньну в битві біля Кайюань зазнав поразки.
1214 року Пусянь Ваньну скористався вторгненням монгольського війська на чолі із Мухалі до імперії Цзінь, щоб відокремитися від Цзінь. 1215 року оголосив себе незалежним правителем (тяньваном), а свою державу назвав Східна Ся (Дун Ся). Столицею стало місто Дунцзін на Ляояні. Вів війни проти Східного Ляо. Втім монголи 1216 року атакували Східне Ся, яке зазнало поразки. Пусянь Ваньну визнав зверхність Чингисхана, відправивши до Каракоруму свого сина Теге як заручника.
1217 року перемістив свою столицю Нанкін до річки Туман — біля сучасного міста Янцзі. Звідси поновив походи на навколишні землі, оскільки монголи боролися з Цзінь. На півночі кордони його держави сягнули річки Цзяохе і гір Лаоєлін, на півдні зайняв північні області Корейського півострова та узбережжя Японського моря, на заході дійшов до Ляоніна.
1218 року спільно з монголами та військами Корьо здійснив похід проти киданів, що мешкали на північному заході Корейського півострова. 1219 року уклав військовий союз з Коджоном, ваном Корьо. 
1222 року скинув монгольську залежність, скориставшись походом Чингисхана проти Хорезму.  Переніс столицю до Суйбіна (на території сучасного Приморського краю Росії). З середини 1220-х років через прикордонні суперечки декілька разів вдирався до Корьо, проте без успіху.
1233 року проти Пусянь Ваньну виступило монгольське військо на чолі із Ґуюком (сином великого кагана Угедея). Армія Східної Ся зазнала поразки, а Пусянь Ваньну загинув. В якості улуса Східне Ся було передано і Темуге (молодшому брату Чингисхана), після страти якого 1246 року остаточно приєднано до Монгольської імперії.